# Universidade de Balkh
A Universidade de Balkh ou, na sua forma portuguesa, de Bactro (Persa: دانشگاه بلخ) está localizado na Mazar-e Sharif, capital da Província de Balkh, no norte do Afeganistão. Fundada em 1986, a universidade tem atualmente cerca de 4.000 estudantes e é a segunda maior no Afeganistão após a Universidade de Cabul. Faculdades inclui medicina, engenharia, economia, jornalismo, literatura, direito e ciências.
Os Estados Unidos e a Alemanha, que leva ISAF em Balkh, tendo recentemente anunciado em janeiro 2009 uma expansão da Universidade Balkh, a um custo de mais de 300 milhões de dólares.

## Ligações Externas
- Professors assist university's rebuilding effort
- Pakistan grants $10m for Balkh University